# Megacyllene asteca
Megacyllene asteca es una especie de escarabajo longicornio del género Megacyllene, tribu Clytini, subfamilia Cerambycinae. Fue descrita científicamente por Chevrolat en 1860.

## Descripción
Mide 12-19 milímetros de longitud.

## Distribución
Se distribuye por México.